# Landschaftsschutzgebiet Ortsnahe Freiflächen südlich Meschede
Das Landschaftsschutzgebiet Ortsnahe Freiflächen südlich Meschede mit 9,48 ha liegt im Stadtgebiet von Meschede im Hochsauerlandkreis. Es wurde 1994 mit dem Landschaftsplan Meschede durch den Kreistag des Hochsauerlandkreises als Landschaftsschutzgebiet (LSG) mit dem Namen Landschaftsschutzgebiet Ortsnahe Freifläche südlich Meschede und einer Flächengröße von 3,8 ha ausgewiesen. Bei der Neuaufstellung des Landschaftsplanes Meschede wurde es annähernd verdreifacht und mit leicht verändertem Namen als Landschaftsplangebiet vom Typ B, Kleinflächiger Landschaftsschutz, erneut ausgewiesen. Das LSG ist eines von 102 Landschaftsschutzgebieten in der Stadt Meschede. Dort gibt es ein Landschaftsschutzgebiet vom Typ A, 51 Landschaftsschutzgebiete vom Typ B und 50 Landschaftsschutzgebiete vom Typ C. Von 1994 bis 2020 gehörten die Flächen zum Landschaftsschutzgebiet Meschede. Das LSG gehört zum Naturpark Sauerland-Rothaargebirge.

## Beschreibung
Das LSG besteht aus zwei Freiflächen am Hüppelsberg-Nordhang südlich vom Meschede und eine an der Westflanke des Drüerberges östlich von Meschede. Wobei die kleinere Westfläche und die Ostfläche direkt an Siedlungsbereich grenzen. Der Landschaftsplan führt zum LSG auf: „Beide Bereiche sind durch Naherholungswege erschlossen und ermöglichen Blickbeziehungen auf die Kernstadt; auf den Flächen am Drüerberg besteht zudem ein Osterfeuerplatz. Sie machen ansatzweise den Wechsel von Wald- und Freiflächen erlebbar, der für das Sauerland insgesamt - wenngleich meist in größeren Gewannen - typisch ist.“

## Schutzzweck
Zum Schutzzweck der LSG vom Typ B Ortsrandlagen, Landschaftscharakter im Landschaftsplangebiet Meschede führt der Landschaftsplan auf: „Sicherung der Vielfalt und Eigenart der Landschaft im Nahbereich der Ortslagen sowie in alten landwirtschaftlichen Vorranggebieten insbesondere durch deren Offenhaltung; Erhaltung der Leistungsfähigkeit des Naturhaushalts hinsichtlich seines Artenspektrums und der Nutzungsfähigkeit der Naturgüter (hier: leistungsfähige Böden); Umsetzung der Entwicklungsziele 1.1 und – primär – 1.5 zum Schutz des spezifischen Charakters und der Identität der landschaftlichen Teilräume; entsprechend dem Schutzzweck unter 2.3.1 auch Ergänzung der strenger geschützten Teile dieses Naturraums durch den Schutz ihrer Umgebung vor Eingriffen, die den herausragenden Wert dieser Naturschutzgebiete und Schutzobjekte mindern könnten (Pufferzonenfunktion); Erhaltung der im gesamten Gebiet verstreut anzutreffenden kulturhistorischen Relikte.“

## Rechtliche Vorschriften
Wie in den anderen Landschaftsschutzgebieten im Stadtgebiet besteht im LSG ein Verbot Bauwerke zu errichten. Vom Verbot ausgenommen sind Bauvorhaben für Gartenbaubetriebe, Land- und Forstwirtschaft. Die Untere Naturschutzbehörde kann Ausnahme-Genehmigungen für Bauten aller Art erteilen. Wie in den anderen Landschaftsschutzgebieten vom Typ B in Meschede besteht im LSG ein Verbot der Erstaufforstung und Weihnachtsbaum-, Schmuckreisig- und Baumschul-Kulturen anzulegen.